# Naula
Naula war eine Masseneinheit (Gewichtsmaß) in Finnland und Schweden für trockene Ware.
- Finnland vor 1739: 1 Naula = 425,076 Gramm
  - Maßkette: 1 Kippunta = 4 Center/Senter = 20 Leiviska = 400 Naula = 12800 Luoti = 51200 Kvintiini = 3.539.200 Ass = 170.030,4 Kilogramm
- Finnland nach 1861: 1 Naula = 425,6 Gramm
- Schweden: 1 Naula = 425,076 Gramm
  - Maßkette wie Finnland
- nach russischem System: 1 Naula = 409,5 Gramm
  - Maßkette: 1 Kuli = 9 Punta = 360 Naula = 11520 Luoti = 147,42 Kilogramm